# Tourisme politique

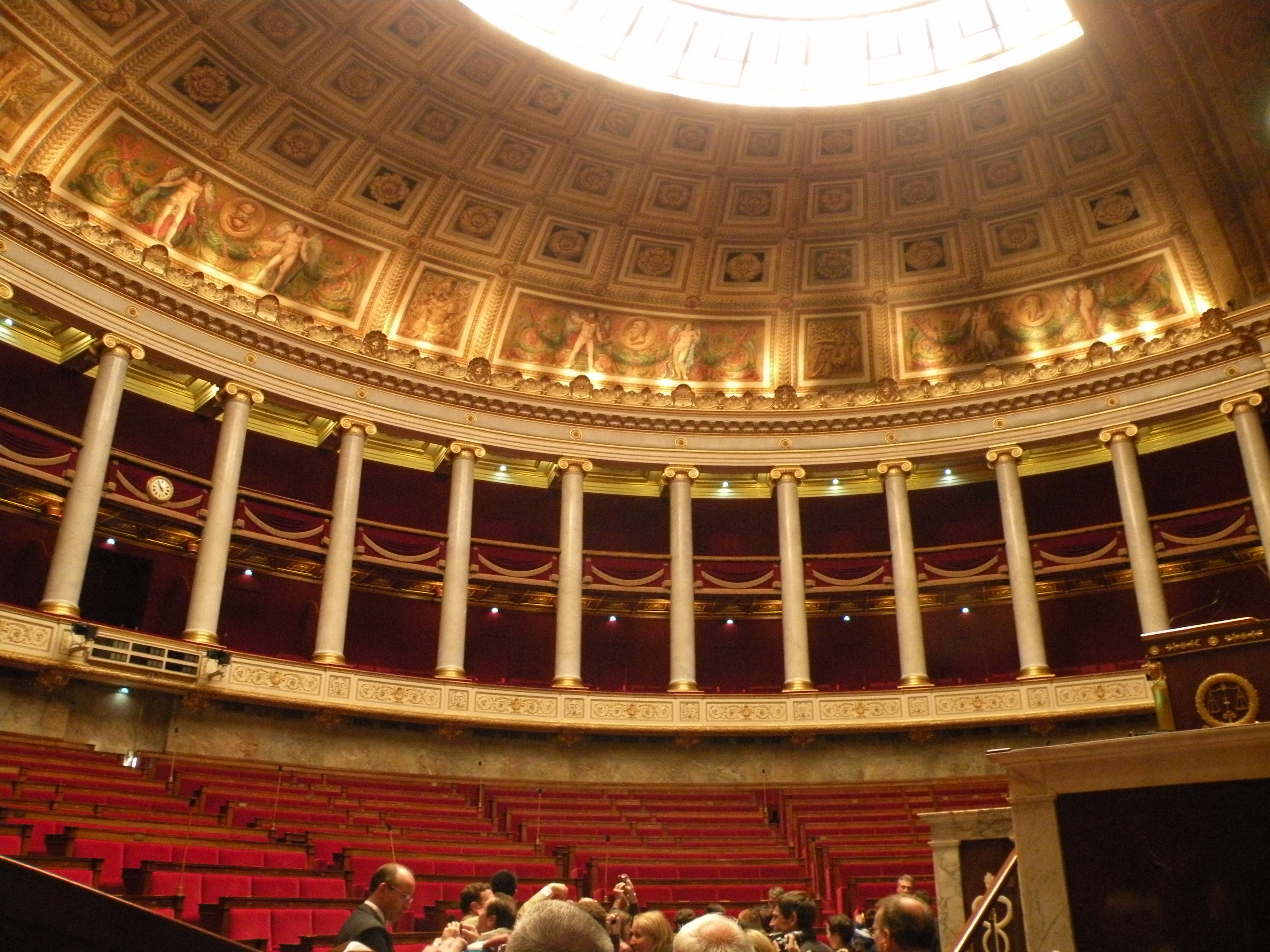
La visite des lieux de pouvoir relève d'une forme de tourisme politique. Ici, l'ouverture du Palais Bourbon, où siège l'Assemblée nationale française, durant les Journées européennes du patrimoine.

Le tourisme politique est une forme de tourisme par laquelle on cherche à visiter des lieux dans lesquels s'incarnent une histoire, une tradition, un message politiques.
Il s'apparente au tourisme culturel et au tourisme de mémoire, mais diffère dans l'application à fréquenter des sites qui témoignent de l'histoire ou de la culture politiques du pays ou de la région. Quand ce tourisme est motivé par une fascination voire un soutien aux idéologies, aux valeurs véhiculées, aux messages politiques portés par les événements se déroulant ou s'étant déroulés sur les lieux en question, on peut parler de tourisme militant.

## Objectifs
Le tourisme politique peut être institutionnalisé par une instance politique pour servir sa propre visibilité, voire le message moral et politique qu'elle peut porter. Ainsi, l'association Jean Monnet encourage la visite des résidences des « Pères de l'Europe » pour favoriser « une connaissance plus approfondie de l'Union européenne et de son histoire » dans le but de consolider l'esprit européen et contrer « la montée de l'euroscepticisme ».
Certaines associations ou organismes peuvent favoriser la politique comme but de voyage, pour favoriser la compréhension de certains phénomènes qui animent la vie politique contemporaine. L'agence Via Civis se présente comme une « agence de voyage politique », et propose des séjours permettant de découvrir et comprendre les choix politiques urbanistiques à Istanbul, le fonctionnement des institutions européennes à Bruxelles ou la transition post-conflit à Belfast.
Le destin particulier de certaines personnalités politiques et médiatiques a incité des offices de tourisme et des municipalités à mettre en place des circuits de visites des lieux qui ont été fréquentés par ces personnalités, et qui ont pu soutenir le déroulement de leur parcours particulier. Cela a été le cas à Tulle avec l'élection de François Hollande à la Présidence de la République française, ou avec l'élection du pape François à Buenos Aires.